# Elmer Bennett
Elmer James Bennett (ur. 13 lutego 1970 w Evanston w stanie Illinois) – amerykański koszykarz, grający na pozycji rozgrywającego.

## Kariera zawodnicza
| - Bellaire High School w Teksasie - 1988–1992: Notre Dame (NCAA) - 1992–1993: Grand Rapids Hoops (CBA) - 1993: Rochester Renegade (CBA) - 1994: Grand Rapids Hoops (CBA) - 1994: Farho-Moorhead Fever (CBA) - 1995: Oklahoma City Fever (CBA) - 1995: Scavolini Pesaro (Serie A) - 1995: Cleveland Cavaliers (NBA) | - 1996: Lyon ESSMG (1 liga francuska) - 1996: Oklahoma City Cavalry (CBA) - 1996: Philadelphia 76ers - 1997: Oklahoma City Cavalry (CBA) - 1997: Houston Rockets - 1997: Denver Nuggets - 1998–2003: Tau Cerámica Vitoria - 2003–2005: Real Madryt - 2005–2007: Joventut Badalona - 2007–2008: Cajasol Sevilla |

## Osiągnięcia
Drużynowe
- Mistrz:
  - EuroChallenge (2006)
  - Hiszpanii (2002)
  - CBA (1997)
- Wicemistrz Hiszpanii (2005)
- 2-krotny zdobywca Pucharu Hiszpanii (1999, 2002)

Indywidualne
- MVP:
  - finałów ACB (2002)
  - meczu gwiazd ACB (2002)
  - Pucharu Hiszpanii (1999)
  - Play-off CBA (1997)
- Wybrany do:
  - I składu ACB (2004)
  - I piątki najlepiej broniących zawodników ligi hiszpańskiej (2001)
  - II piątki najlepszych zawodników ligi hiszpańskiej (2000)
- Lider:
  - strzelców finałów Euroligi (2001)
  - ACB w asystach (1998–2002)
  - CBA w asystach (1997)